# Ángela Merayo
Ángela Merayo Bayón (Ponferrada, 1939) es una artista española pintora, grabadora, escultora, directora y gestora cultural.

## Biografía
Ángela Merayo nació en Ponferrada (León),  pasó su infancia ente la capital berciana y Bembibre, posteriormente se trasladó a León para cursar los estudios de Magisterio y ejerció como maestra en distintas escuelas de la provincia.
Su vocación artística y su deseo de formarse académica y profesionalmente la llevó a trasladarse a vivir en 1962 a Barcelona, donde residió durante cuarenta años, y fue en Cataluña donde, se puede decir, que nació al mundo artístico. 
Con motivo de la creación de la Fundación Ángela Merayo, también conocida como Fundación Merayo, con sede en Santibáñez de Porma, Ángela Merayo regresó a León y se ha dedicado a la promoción y divulgación del arte, la cultura y los artistas.

## Trayectoria artística

### Formación
La formación artística por la que manifestó, en principio, su interés es en pintura, grabado y recubrimiento mural, realizando estos estudios en Cataluña. 
En la Escuela Massana de Barcelona estudió pintura, recubrimiento mural en el Cercle Artistic de Sant Lluc de Barcelona, grabado en la Escola de Estiu Internacional de gravat de Calella  y grabado calcográfico con el grabador Torralba en la Fundación Rodríguez Amat en Les Olives, Gerona.
Ángela Merayo estudió técnicas de grabado e investigó con diferentes técnicas pictóricas, como el óleo, acrílicos, acuarela, témperas, ceras, etc. Además de la pintura trabajó la escultura, consiguiendo en esta modalidad el 1º Premio assoluta Straniero Sez Scultura en el 1º Concorso Internazionale «Sprigiona la Fantasía» Accademia Internazionale Santarita Torino.

### Obra
La obra de Ángela Merayo ha sido estudiada y plasmada en la tesis doctoral Las corrientes informalistas en León de Rosa María Olmos Criado, presentada en la Facultad de Filosofía y Letras de la Universidad de León, en 2009.
Ángela Merayo en su actividad creadora ha sido dinámica e investigadora, con una obra en continua evolución, reflexionando sobre los lazos y los vínculos del artista con su medio natural, la meseta y el mar, lugares de nacimiento y vida. Elaboró creaciones plásticas muy diferentes, con técnicas diversas, tales como: acrílico, acuarela, cera, gouache, con una amplia variedad de materiales: tela, papel, cartón, tabla y una parte matérica formada con el polvo de mármol, arenas, pequeñas piedras o cartones.  
Su obra transita entre la abstracción y la figuración, donde cualquier temática está tratada con total libertad, libertad que ella sugiere al espectador que se para a mirar su obra, «aquellos que se enfrenten a mis cuadros, pueden interpretarlos y sentirlos a la manera de cada uno».
Como dice Rosa María Olmos Criado, doctora en Historia del Arte, en su artículo El informalismo matérico en León, las obras de Merayo aúnan: materia, gestualidad y mancha cromática.
La obra de Ángela Merayo tiene una marcada influencia del artista berciano Andrés Viloria.  
Perteneció a la corriente tardoinformalista que conformaba con los pintores Isidro Hernández Valcuende, Ignacio Gómez Domínguez, Jesús Rodríguez Peñamil y José Menchero.  
Su obra se compone de dibujos, pinturas, grabados y esculturas, para ello se ha servido de diferentes técnicas y materiales a lo largo de su trayectoria.

### Series
A lo largo de su carrera artística Ángela Merayo ha estructurado su trabajado en series temáticas, algunas de ellas son:    
Divertimento (1984-1985); Jardinero (1989-1990); Signos (1990);  Homenaje a Tagore (1991); Xacobeo (1993); Marismas y Cometas (1993); La infancia olvidad (1997); Mujer alada (1998);  Del Ritmo al color (1998); Tiempo de tramontana (1999); La buena tierra (1999); La pedra gentil (2001); Menhir dels estanys I (2001); El vibrante ayer (2001); Megalits (2001); Mediterránea (2003); o El despertar del ser (2003).   

### Citas
En 1998, con motivo de la muestra ‘Años 90’, Victoriano Crémer escribió:

Pintura, pues, la de Ángela Merayo, sensible, pura y extremadamente frágil, de puro transparente y lúcida. Los signos de que vale, lo que llamaríamos su lenguaje pictórico, se nutre de elementos textuales y gestuales delicadamente dominados, y el resultado de esta disciplina es un pintura - preferentemente ceras con luz interior - lírica y activa, que como un agua lustral, penetra despaciosa en el espíritu y acaba por ocuparte y transirle de emoción.

Sobre la exposición  ‘Xacobeo 93’, Ramón Carnicer Blanco dijo:

Ángela Merayo ha venido ejerciendo su vocación con una exigencia rigurosa, con la conciencia de que el arte es una lucha con uno mismo para eludir tanto los amaneramientos y las conformidades como los mimetismos desdibujadores de la propia personalidad. Su arte busca lo auténtico, lo propio…»

## Exposiciones
Desde 1983 Ángela Merayo expone su obra con regularidad. Ha participado en exposiciones colectivas e individuales, en salas de la comarca del Vallès (Barcelona).  A partir de 1992 abre el campo expositivo y se ha mostrado su obra en el Instituto Francés de Barcelona, en el Museo de la Rioja, en la Urban Gallery de Zaragoza, o en el Centro Torre Vella de Salou, entre otros.  
En León su obra ha sido expuesta en salas de instituciones públicas (Caja España, Auditorio Municipal, Salas de la Universidad de León) y galerías privadas, como la galería Sardón. 
En el ámbito internacional se ha mostrado su obra en Alemania, Francia, Andorra, Bélgica, Suecia, Japón y ha participado en diferentes Ferias de Arte internacionales.

## Fundación Ángela Merayo
El sueño de Ángela, como se conocía el proyecto de creación de lo que sería La Fundación Ángela Merayo, comenzó con una búsqueda por parte de Ángela Merayo y su marido, Jesús Carrión, del lugar idóneo para la ubicación de un centro cultural en el Bierzo que fuera un espacio integrado en el entorno natural y cerca de un núcleo urbano; finalmente, estas premisas exigidas para el establecimiento de la sede las cumplía el conjunto de edificios residenciales y agrícolas que fueron propiedad de la familia Arriola en Santibáñez de Porma, a unos 20 km de León.
En 2011 comenzaron los trabajos para llevar a cabo la creación de la Fundación, inaugurando su primera exposición en 2014.
El objetivo de la Fundación, además de preservar el legado pictórico de su fundadora, es ser un centro vivo de cultura, con diferentes actividades, incluso con una residencia temporal para creadores de distintas disciplinas, y en conexión con el mapa cultural de la comarca berciana. En la Fundación, Ángela Merayo ejerce de directora, de comisaria de arte y divulgadora cultural. 
Respecto a la pintura y escultura, la Fundación cuenta con una exposición permanente, con varias obras de Ángela Merayo, y exposiciones temporales.